# I Don't Wanna Go to Bed
I Don't Wanna Go to Bed è un singolo del gruppo musicale canadese Simple Plan, il terzo estratto dal loro quinto album in studio Taking One for the Team, pubblicato il 15 ottobre 2015.

## Video musicale
Il video ufficiale del brano, diretto da Mark Staubach, è stato pubblicato in anteprima esclusiva sul sito ufficiale dell'emittente radiofonica italiana Radio Deejay e sul sito australiano MusicFeeds. Girato in California, è ispirato al telefilm di successo Baywatch e vede un cameo dell'attore David Hasselhoff.

## Tracce
Testi e musiche dei Simple Plan, Christopher J. Baran e Cornell Haynes.
Versione standard, CD
1. I Don't Wanna Go to Bed (feat. Nelly) – 3:15

Versione in francese
1. I Don't Wanna Go to Bed (avec Nelly) – 3:07

## Formazione
Simple Plan
- Pierre Bouvier – voce
- Jeff Stinco – chitarra solista
- Sébastien Lefebvre – chitarra ritmica, voce secondaria
- David Desrosiers – basso, voce secondaria
- Chuck Comeau – batteria, percussioni

Altri musicisti
- Nelly – rapping
- Jonny Litten – tastiera, programmazione, cori
- Lenny Skolnik – tastiera, programmazione, cori

## Classifiche
| Classifica (2015) | Posizione massima |
| ----------------- | ----------------- |
| Canada            | 54                |